# Richard L. Hanna

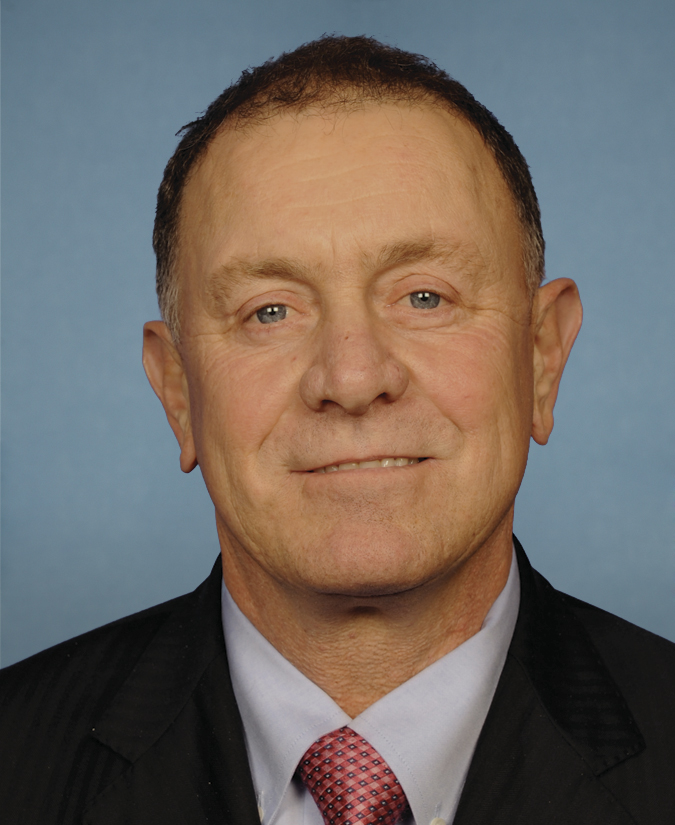
Richard L. Hanna (2011)

Richard Louis Hanna (* 25. Januar 1951 in Utica, New York; † 15. März 2020 in Oneida County, New York) war ein amerikanischer Politiker (Republikanische Partei). Von 2011 bis 2017 vertrat er einen Teil des Upstate New York im Repräsentantenhaus der Vereinigten Staaten.

## Familie, Ausbildung und Beruf
Richard Louis Hanna war libanesischer Herkunft und der Neffe des Bürgermeisters seines Heimatortes Utica, Edward A. Hanna. Er besuchte die Whitesboro High School in Marcy und studierte anschließend bis 1976 am Reed College in Portland (Oregon) die Fächer Wirtschaft und Politische Wissenschaften. Er unterstützte seine Mutter und Schwestern, nachdem sein Vater gestorben war, und finanzierte sein Studium durch Arbeit auf dem Bau. Zurück im Staat New York gründete er eine Baufirma für Wohnungsprojekte, Hanna Construction, die er jahrzehntelang leitete und zu einem Großunternehmen mit Aufträgen im gesamten Bundesstaat machte. Er gehörte zu den wohlhabendsten Kongressmitgliedern.
Hanna war verheiratet und hatte eine Tochter und einen Sohn; die Familie lebte in Barneveld. Er starb am 15. März 2020 im Alter von 69 Jahren im Kreise seiner Angehörigen an einem Krebsleiden.

## Politische Laufbahn
Im Jahr 2008 kandidierte Hanna erstmals für das US-Repräsentantenhaus, unterlag aber bei der Wahl im November 2008 im 24. Kongresswahlbezirk des Bundesstaates New York dem demokratischen Mandatsinhaber Mike Arcuri knapp, der den Wahlkreis nach Jahrzehnten republikanischer Dominanz 2006 erstmals gewonnen hatte.
Bei der Wahl im November 2010 trat Hanna wieder gegen Arcuri an und wurde für den 24. Bezirk in das US-Repräsentantenhaus in Washington, D.C. gewählt. Dort trat er am 3. Januar 2011 die Nachfolge Arcuris an. Er vertrat einen eher ländlichen Bezirk im zentralen Norden von Upstate New York zwischen dem Ontariosee und der Grenze zu Pennsylvania mit der Stadt Utica. Bei der Wahl 2012 setzte er sich mit 61 zu 39 Prozent der Stimmen gegen den Demokraten Dan Lamb durch.
Nach einer Umstrukturierung der Wahlbezirke im Jahr 2013 vertrat er den geographisch weitgehend seinem bisherigen entsprechenden 22. Distrikt seines Staates. Wegen seines moderaten Abstimmungsverhaltens trat die deutlich konservativere Bundesstaatsabgeordnete Claudia Tenney 2014 in der parteiinternen Vorwahl gegen ihn an, Hanna konnte sich aber mit 16.000 zu 14.000 Stimmen durchsetzen und wurde in der allgemeinen Wahl im November 2014 ohne demokratischen Gegenkandidaten bestätigt. Im Dezember 2015 gab Hanna bekannt, bei der Wahl 2016 nicht wieder anzutreten, nachdem Tenney erklärt hatte, ihn erneut herauszufordern. Seine Abgeordnetenzeit endete mit dem Zusammentreten des Kongresses am 3. Januar 2017. Ihm folgte Claudia Tenney nach.
Im Kongress war er Mitglied der Ausschüsse für Bildung und Arbeit, Verkehr und Infrastruktur und Kleinunternehmen sowie in insgesamt fünf Unterausschüssen.

## Positionen
Innerparteilich gehört er sowohl dem konservativen Republican Study Committee als auch der moderaten Republican Main Street Partnership an; insgesamt wurde er zum moderaten Flügel seiner Fraktion gezählt. So war er einer von nur sechs republikanischen Kongressabgeordneten, die nicht die von Grover Norquist eingeforderte Selbstverpflichtung eingingen, niemals für Steuererhöhungen zu stimmen, und hat sich als einer von zwei republikanischen House-Mitgliedern für die Anerkennung gleichgeschlechtlicher Partnerschaften in den Vereinigten Staaten eingesetzt. 2014 gehörte er zu den wenigen Republikanern, die gegen eine Verzögerung von Obamas Gesundheitsreform und gegen einen Untersuchungsausschuss zum Bengasi-Anschlag stimmten, den er als parteipolitisch motiviert kritisierte. Hanna setzte sich entgegen dem Großteil seiner Partei für das Recht einer Frau auf Schwangerschaftsabbruch (Pro-Choice) und für das Equal Rights Amendment ein. 2012 war er einer Initiatoren der parteiübergreifenden Gesetzgebung gegen häusliche Gewalt (Violence Against Women Act). Er warnte wiederholt, dass seine Partei zu intolerant und extrem werde und Moderate wie ihn selbst verstummen lasse.
Im August 2016 gab Hanna als erster republikanischer Kongressabgeordneter bekannt, bei der Präsidentschaftswahl 2016 die Kandidatin der Demokraten, Hillary Clinton, zu wählen. Hanna begründete diesen Schritt damit, dass der republikanische Kandidat Donald Trump „zutiefst beleidigend und narzisstisch“ und als Person nicht für das Amt des Präsidenten geeignet sei. Ausschlaggebend sei für Hanna gewesen, dass Trump die muslimischen Eltern des im Irak gefallenen US-Soldaten Humayun Khan, die kurz zuvor bei der Democratic National Convention aufgetreten waren, scharf angegriffen hatte.